# Božjenica
Bôžjenica (tudi Goríšnica) je desni pritok Oplotniščice iz jugovzhodnega dela Pohorja. Izvira v gozdu pri vasi Planina na Pohorju in teče po ozki gozdnati grapi sprva proti jugu in nato jugovzhodu. Z obeh strani se vanjo stekajo kratki pritoki iz stranskih gozdnatih grap. Nekoliko niže se ob potoku pojavi ožja naplavna ravnica in se po toku navzdol nekoliko razširi. V spodnjem toku teče skozi vasi Gorica pri Oplotnici in Malahorna, kjer zavije proti vzhodu in se nekoliko niže izlije v Oplotniščico.
Razmeroma majhen potok teče v zgornjem delu po naravni strugi v dnu gozdnate grape. V naravnem stanju je tudi v spodnjem toku, kjer rahlo vijuga po lastni naplavni ravnici, obdan z gostim obvodnim rastjem. Reguliran je samo odsek skozi Malahorno, kjer je struga spremenjena v umetni kanal.
Potok se imenuje po vasi Božje, od koder dobiva nekaj manjših pritokov. Na vseh državnih zemljevidih se imenuje Božjenica (topografski karti v merilu 1 : 25.000 in 1 : 50.000 in temeljni topografski načrt v merilu 1 : 5000).. Tu in tam se pojavlja tudi ime Gorišnica, vendar zelo redko. Verjetno to izvira iz starejših avstrijskih vojaških zemljevidov, kjer je na jožefinskem vojaškem zemljevidu (1763–1787) ime potoka zapisano v obliki Gorisiza Bach, na mlajšem francjožefovskem zemljevidu (1869–1887) kot Goritzen B.(ach).
Zgornji del potoka nad vasjo Gorica pri Oplotnici je zaradi dobre ohranjenosti opredeljen kot naravna vrednota lokalnega pomena, večji del porečja je tudi vključen v varovano območje Natura 2000 (Vitanje–Oplotnica).